# Hans Mosler
Hans Mosler (* 6. April 1879 in Saarbrücken; † 11. Januar 1970 in Düsseldorf) war ein deutscher Gymnasiallehrer, Schulleiter und Historiker.

## Leben

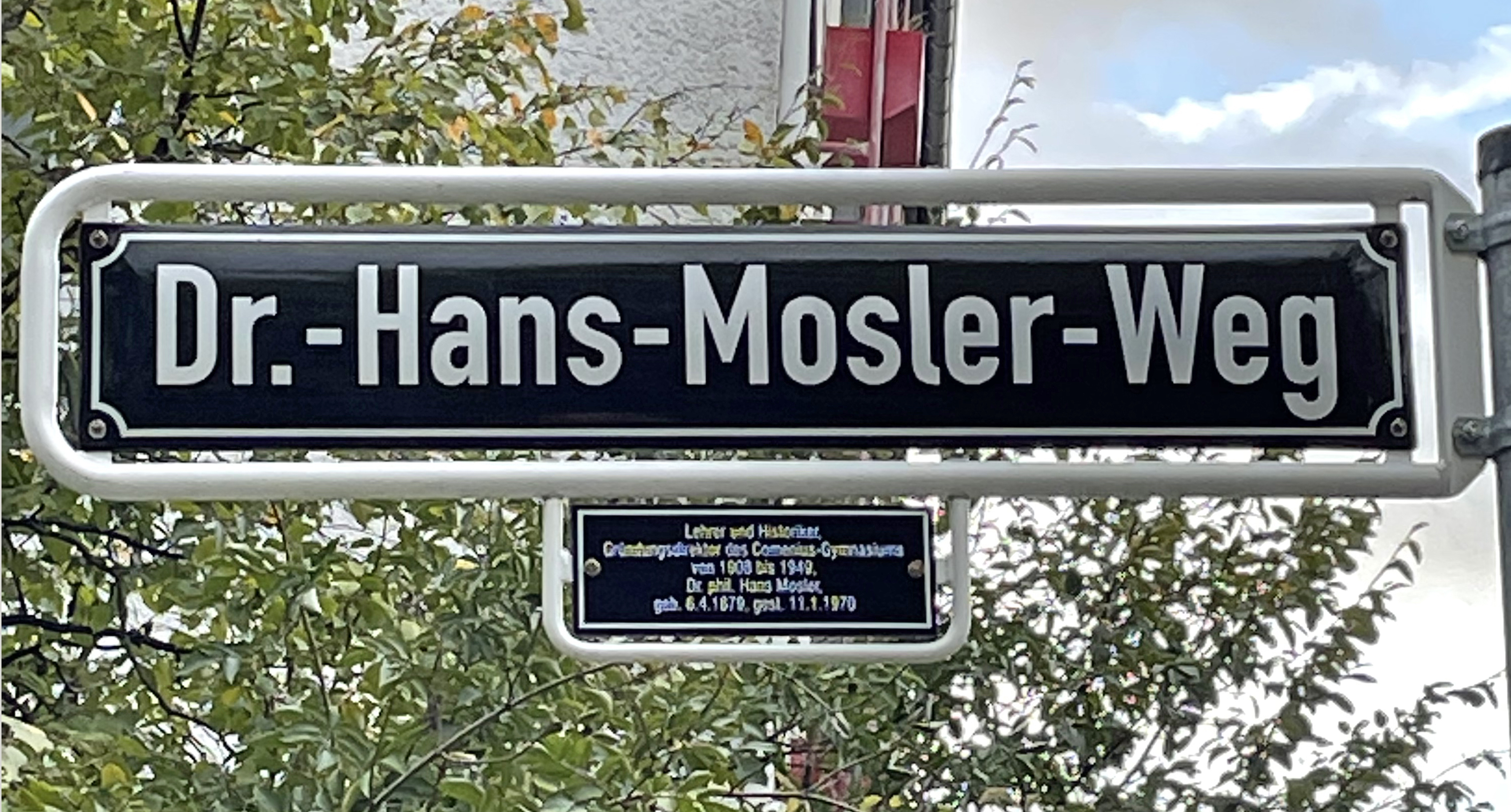
Dr.-Hans-Mosler-Weg, Düsseldorf-Oberkassel (2022)

Hans Mosler, Sohn von Elisabeth und Joseph Mosler (1851–1882), wurde im April 1879 in Saarbrücken, Saarland, geboren und katholisch getauft. Nach der bestandenen Reifeprüfung Ostern 1897 am Königlichen Gymnasium in Erfurt studierte er alte Sprachen, Geschichte und Erdkunde an den Universitäten Tübingen, Berlin und Münster. Ab 1897 war er Mitglied der katholischen Studentenverbindung AV Guestfalia Tübingen. Nach der wissenschaftlichen Staatsprüfung in Münster am 24. Januar 1902 leistete er sein Seminarjahr am Königlichen Gymnasium zu Koblenz, das Probejahr an dem zu Sigmaringen ab. 1904 wurde er als Oberlehrer an das Hohenzollern-Gymnasium nach Düsseldorf berufen. 1906 promovierte Mosler auf Grund seiner Abhandlung „Der Düsseldorfer Rheinzoll bis zum Ausgang des 16. Jahrhunderts“ an der Universität Münster zum Dr. phil.

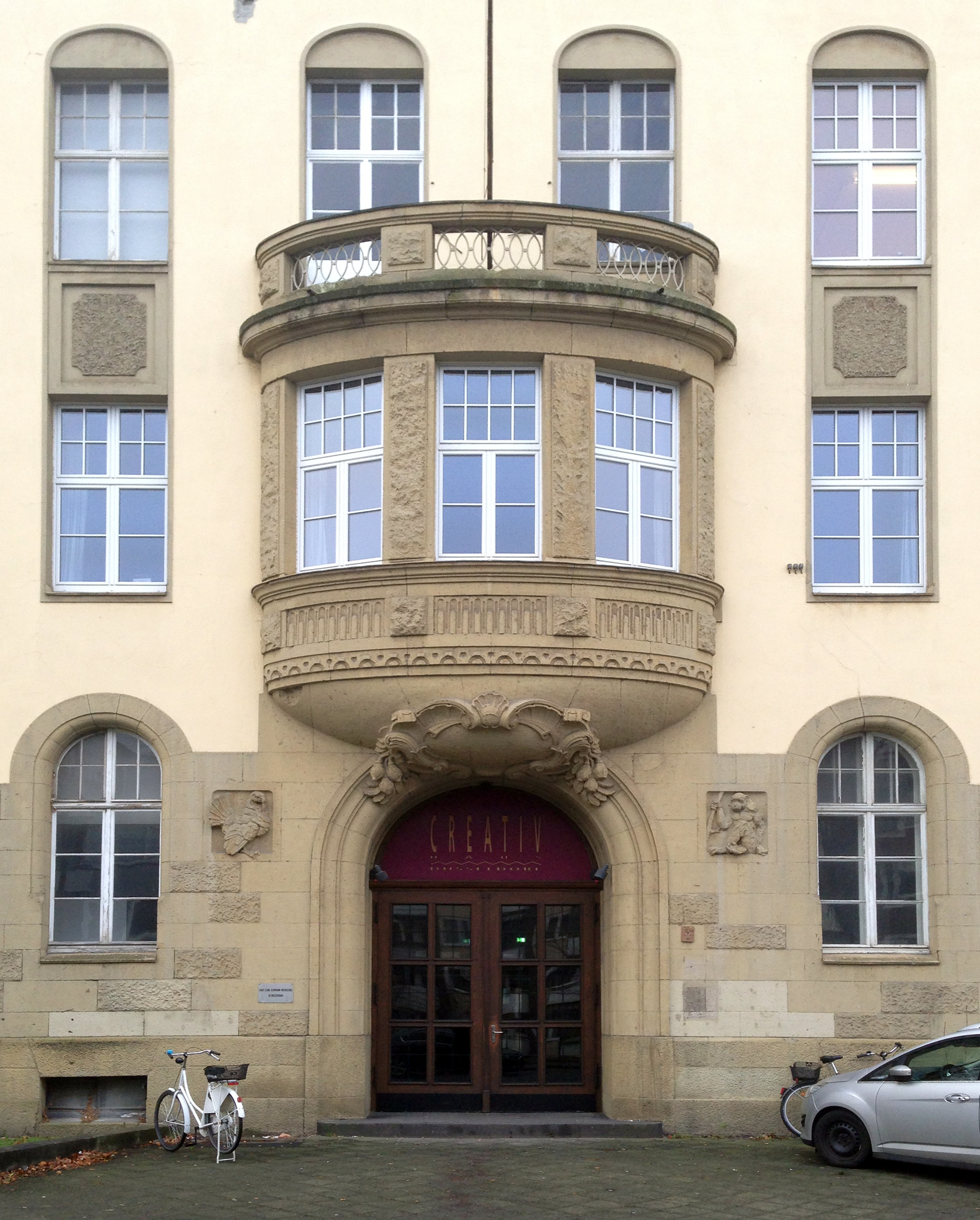
Eingangsportal des Gymnasiums am Comeniusplatz (2017)

1908 übernahm Mosler die Leitung des neugegründeten Comenius-Gymnasiums in Düsseldorf-Oberkassel dessen Direktor er bis 1949 war. Bis 1912 befand sich die Höhere Knabenschule im Haus Sonderburgstraße Nr. 9. Dort unterrichtete Oberlehrer Mosler Erdkunde, Deutsch, Latein und Turnen. 1912 wurde der Neubau am Comeniusplatz fertiggestellt, die namenlose Schule wurde inoffiziell „Gymnasium am Comeniusplatz“ benannt und Mosler wurde im Juli durch Allerhöchste Order zum Direktor ernannt. Nun unterrichtete er Latein, Griechisch und Erdkunde. Über vier Jahrzehnte führte er die Schule durch sechs politische Systeme vom Kaiserreich bis in die Bundesrepublik. Besondere Verdienste erwarb sich Mosler während des Dritten Reiches. Er nahm vergleichsweise viele jüdische und nicht-„deutschblütige“ Schüler auf, und noch während des Zweiten Weltkriegs sorgte er dafür, dass sie nach Möglichkeit ihre Schullaufbahn mit Abitur ordentlich beenden konnten. Im Alter von 90 Jahren starb Hans Mosler in Düsseldorf-Oberkassel.

## Familie
Im September 1910 heiratete Mosler Elizabeth Luthe (1887–1948). Sie hatten drei Kinder. Der Sohn Hans wurde im Juni 1912 in Düsseldorf geboren und wurde Richter. Er starb 1944 im Zweiten Weltkrieg als junger Vater im Alter von 31 Jahren bei Leningrad. Die Tochter Elisabeth Charlotte (1923–2017) wurde Lehrerin. Die jüngste Tochter war Antonie Mosler (1925–2004).
Um 1935 wurde Hans Mosler, vorher mit Familie zur Miete wohnend, Eigentümer des Hauses Vossen links Nr. 7, in welchem er nach dem Ableben seiner Gattin mit seinen Töchtern Antonie und Elisabeth über zwei Etagen wohnte.

## Ehrung
1959 wurde Hans Mosler mit der Lacomblet-Plakette ausgezeichnet, die der Düsseldorfer Geschichtsverein verdienten Mitgliedern zukommen lässt. Im Mai 2022 wurde der Pfad durch den kleinen Park hinter dem Comenius-Gymnasium, im Beisein des Enkels Stefan Mosler, nach dem Gründungsdirektor der Schule in „Dr.-Hans-Mosler-Weg“ benannt.

## Leistungen
Seine zahlreichen historischen Studien galten vor allem der Zisterzienser-Abtei Altenberg. So entstand auch die Liste der Äbte von Altenberg, die der Monographie Das Erzbistum Köln. 1 Die Cistercienserabtei Altenberg entnommen ist. Noch in seinem 90. Lebensjahr veröffentlichte er einen Aufsatz in der Festschrift des Altenberger Dom-Vereins.

## Werke (Auswahl)
- Der Düsseldorfer Rheinzoll bis zum Ausgange des 16. Jahrhunderts, 1906
- Einführung der Rheinschiffahrtsoctroi-Konvention am deutschen Niederrhein 1803-1807, Vereinsgabe des Düsseldorfer Geschichtsvereins, Ed. Lintz, Düsseldorf, 1908
- Altenberg, Ph. C. W. Schmidt, Neustadt a. d. Aisch, 1959
- Das Erzbistum Köln 1: Die Cistercienserabtei Altenberg (Germania Sacra N. F. 2), Walter de Gruyter & Co., Berlin, 1965
- Geschichte des Besitzes der Abtei Kamp im heutigen Kreise Bergheim (Erft) unveröffentlichte Urkunden und Akten von 1137-1802, Eigenverlag der Kreisverwaltung, Bergheim, 1974
- Urkunden und Akten zur Geschichte der ehemaligen Gemeinde Heerdt, Düsseldorf, 1960
- Urkundenbuch der Abtei Altenberg. 2 Bände (Bd. 1: 1138–1400, Bd. 2: 1400–1803) (= Urkundenbücher der geistlichen Stiftungen des Niederrheins. 3, 1–2). Hanstein u. a., Bonn u. a. 1912–1955